# 浜の館
浜の館（はまのやかた）は、熊本県上益城郡山都町にあった中世の日本の城（城館）。阿蘇氏の最盛期の中心部である。
中世、肥後中部に勢力を持った阿蘇氏が、阿蘇の南郷谷より拠点を当地に移し、長らく居館とした。

## 立地
上益城郡山都町城平の小高い丘にあり、現・県立矢部高校の敷地に位置する。北側は丘陵で東側には轟川が南流する。館跡は東西220m・南北180mの方形と推定され、北に堀切、その他の三方に濠が巡らされていた。（水濠説もあるが確証はない）
プール側の校舎校庭に看板が立っており、一部遺構が移設保存されている。
西側は高低差が大きく、南の轟川（現、五老ヶ滝川　下流に通潤橋や五老ヶ滝がある）を隔てた岩尾城（山城）大手門への道が通じていたとみられる。
周囲には、武家屋敷があり、対岸の武家屋敷と往来するための「御前渡し」とよばれる川の道があった。

### 遺構
矢部高校の改築に伴い、1973年から1976年にかけて発掘調査が行われた。第I区では桁行7間・梁間4間の、茅葺・入母屋造の対面所らしき建物跡が検出された。丘陵斜面の庭園には庭石や池の跡が残り、畔の穴からはガラス製の坏、白磁の獅子置物、黄金の延べ板などが完形品として出土した。出土品のうち21点が1986年に国の重要文化財に指定され、熊本県立美術館に保管されている。第II区では数百個の柱穴が検出され、C14年代測定によると少なくとも永仁3年（1295年）、永享2年（1430年）、永正7年（1510年）の3回に渡って焼失して建て替えられている。最後の永正7年の建造物は、3間四方の間取りを持つ儀式神殿だと考えられる。
また、館跡には「弾正杉」と呼ばれる杉の大木が19世紀後半頃まであり、現在は「弾正さん」とよばれる百日紅の古木がある。阿蘇氏の中で「弾正忠」を務めた者は記録上残っていない。弾正杉の西には阿蘇家の息女ないし侍女の墓と石祠・女性像があり、母乳の出る効能があるとして信仰されている。

## 矢村神社
敷地内にある高台（農科の実習場近く）には「矢村神社」（現存）がある。寛弘3年（1006年）に阿蘇神社の末社（まっしゃ）として創建された。
阿蘇氏が矢部に移って居を構える際、弓矢を放ち、ここに白羽の矢がささり、「浜の館」を構えたといういわれが残っている。
- 主祭神 - 健磐龍命ほか[1]
- 旧社格 - 村社
- 別名 - 矢村大明神

## その他
「浜の館」の周囲には、阿蘇氏に縁のある寺院（福王寺: 阿蘇家菩提寺）や墓所（廟（びょう） - 阿蘇惟豊公墓所、華蔵寺跡石碑群・墓地墓壇群、阿蘇惟種の墓）、城郭（岩尾城: 別名矢部城）、恋愛の神として注目され始めた小一領神社（恋一路神社）などが徒歩圏内に点在している。

## 歴史
『事蹟通考』には承元元年（1207年）に阿蘇惟次が本拠を阿蘇南郷から陣ノ内に移したとあるが、確証はない。館の設置が確実視されるのは、室町時代の阿蘇惟忠ないし惟時の頃である。大友氏との関係が密接だったことなどから阿蘇惟豊の頃に阿蘇氏の勢力は最大になり、阿蘇・益城・宇土のほか肥後国外にも及び、浜の館はその政庁となった。天文13年（1544年）に従三位に叙せられた際には、勅使・烏丸光康が下向している。
やがて島津氏との戦いが激しくなり、御船城を拠点とする島津勢が天正14年（1586年）に野尻城を攻撃した際に阿蘇惟光は目丸山中へ逃亡し、浜の館は焼失した。『拾集昔語』には、この際に宝物を館の穴に隠したと記述されている。翌15年（1587年）の九州征伐が終わると大宮司は佐々成政の隈本城に移され、浜の館は廃された。17世紀後半に館跡が整備され水田となった。